# 210107 Pistoletto
210107 Pistoletto è un asteroide della fascia principale. Scoperto nel 2006, presenta un'orbita caratterizzata da un semiasse maggiore pari a 2,9800337 UA e da un'eccentricità di 0,0186835, inclinata di 10,84939° rispetto all'eclittica.